# NGC 5989
NGC 5989 ist eine 13,0 mag helle Spiralgalaxie vom Hubble-Typ Sc im Sternbild Drache am Nordsternhimmel. Sie ist schätzungsweise 136 Millionen Lichtjahre von der Milchstraße entfernt und hat einen Durchmesser von etwa 35.000 Lichtjahren.
Die Galaxie ist Mitglied der NGC 5982-Gruppe, zu der weiterhin NGC 5976, NGC 5981, NGC 5985 und NGC 5987 gehören.
Das Objekt wurde am 25. Mai 1788 von Wilhelm Herschel mit einem 18,7-Zoll-Spiegelteleskop entdeckt, der sie dabei mit „vF, vS“ beschrieb.